# Список наград и номинаций мультфильма «История игрушек 4»
«Исто́рия игру́шек 4» (англ. Toy Story 4) — американский анимационный комедийно-драматический фильм 2019 года, созданный компанией Pixar Animation Studios и выпущенный Walt Disney Pictures. Является четвёртой частью франшизы «История игрушек» и продолжением мультфильма «История игрушек: Большой побег» (2010). Режиссёром мультфильма выступил Джош Кули по сценарию Эндрю Стэнтона и Стефани Фолсом, придуманному вместе с Джоном Лассетером, Рашидой Джонс, Уиллом Маккормаком, Валерией Лапойнт и Мартином Хайнсом. В его озвучивании приняли участие Том Хэнкс, Тим Аллен, Энни Поттс, Тони Хейл, Киган-Майкл Кей, Джордан Пил, Мадлен Макгроу, Кристина Хендрикс, Киану Ривз, Элли Маки, Джей Эрнандес, Лори Алан и Джоан Кьюсак. По сюжету, Шериф Вуди (Хэнкс) и Базз Лайтер (Аллен) отправляются в путешествие вместе с Бонни (Макгроу), которая создаёт игрушку Вилкинса (Хейл) из переработанных материалов её школы. Тем временем Вуди воссоединяется с Бо Пип (Поттс) и должен решить, кому он больше предан.
Премьера мультфильма «История игрушек 4» состоялась 11 июня 2019 года в Голливуде (Лос-Анджелес), а 21 июня 2019 года он вышел в прокат в США. Бюджет мультфильма составил 200 млн долларов США, при этом он собрал $ 1,073 млрд по всему миру, заняв 8-е место среди самых кассовых фильмов 2019 года. На сайте-агрегаторе рецензий Rotten Tomatoes мультфильм получил рейтинг одобрения 97 % на основе 460 отзывов со средней оценкой 8,4/10.
Мультфильм был удостоен множества наград и номинаций в различных категориях. Он получил две номинации на 92-й церемонии вручения премии «Оскар», в том числе в категории «Лучшая песня к фильму» («I Can’t Let You Throw Yourself Away»), победив в категории «Лучший анимационный полнометражный фильм». Мультфильм был также номинирован на шесть наград на 47-й церемонии вручения премии «Энни». На 73-й церемонии вручения кинопремии Британской Академии в области кино он был номинирован в категории «Лучший анимационный фильм». На 25-й церемонии вручения премии «Выбор критиков» мультфильм получил награду в категории «Лучший анимационный полнометражный фильм». Мультфильм был также номинирован в категории «Лучший анимационный полнометражный фильм» на 77-й церемонии вручения премии «Золотой глобус».

## Награды и номинации
| Награда                                              | Дата церемонии вручения | Категория | Получатель(-и) | Результат    | Прим.         |
| ---------------------------------------------------- | ----------------------- | --- | --- | ------------ | ------------- |
| Teen Choice Awards                                   | 11 августа 2019         | «Выбор летнего фильма» | «История игрушек 4» | Номинация    | [ 14 ]        |
| «Сатурн»                                             | 13 сентября 2019        | «Лучший анимационный фильм» | «История игрушек 4» | Номинация    | [ 15 ] [ 16 ] |
| «Сатурн»                                             | 13 сентября 2019        | «Лучший фэнтези-фильм» | «История игрушек 4» | Победа       | [ 15 ] [ 16 ] |
| Голливудский кинофестиваль                           | 3 ноября 2019           | «Голливудская анимационная премия» | «История игрушек 4» | Победа       | [ 17 ]        |
| People’s Choice Awards                               | 10 ноября 2019          | «Любимый фильм» | «История игрушек 4» | Номинация    | [ 18 ]        |
| People’s Choice Awards                               | 10 ноября 2019          | «Любимый семейный фильм» | «История игрушек 4» | Номинация    | [ 18 ]        |
| People’s Choice Awards                               | 10 ноября 2019          | «Звезда анимационного кино» | Том Хэнкс | Номинация    | [ 18 ]        |
| Детская премия Британской академии                   | 1 декабря 2019          | «Художественная картина» | «История игрушек 4» | Номинация    | [ 19 ]        |
| Национальная премия в области кино и телевидения     | 3 декабря 2019          | «Лучший анимационный фильм» | «История игрушек 4» | Победа       | [ 20 ] [ 21 ] |
| Национальная премия в области кино и телевидения     | 3 декабря 2019          | «Лучшее исполнение в анимационном фильме»                                                                                               | Том Хэнкс | Номинация    | [ 20 ] [ 21 ] |
| Награды Ассоциации кинокритиков Лос-Анджелеса        | 8 декабря 2019          | «Лучший анимационный полнометражный фильм»                                                                                              | «История игрушек 4» | Второе место | [ 22 ]        |
| Награды Ассоциации кинокритиков Торонто              | 8 декабря 2019          | «Лучший анимационный фильм» | «История игрушек 4» | Номинация    | [ 23 ]        |
| Награды Ассоциации кинокритиков Вашингтона           | 8 декабря 2019          | «Лучшая анимационная картина» | «История игрушек 4» | Номинация    | [ 24 ]        |
| Награды Ассоциации кинокритиков Вашингтона           | 8 декабря 2019          | «Лучшее голосовое исполнение» | Том Хэнкс | Номинация    | [ 24 ]        |
| Награды Ассоциации кинокритиков Вашингтона           | 8 декабря 2019          | «Лучшее голосовое исполнение» | Тони Хейл | Победа       | [ 24 ]        |
| Награды Ассоциации кинокритиков Вашингтона           | 8 декабря 2019          | «Лучшее голосовое исполнение» | Энни Поттс | Номинация    | [ 24 ]        |
| Награды общества кинокритиков Детройта               | 9 декабря 2019          | «Лучшая анимационная картина» | «История игрушек 4» | Победа       | [ 25 ]        |
| Награды Общества кинокритиков Сан-Диего              | 9 декабря 2019          | «Лучший анимационный фильм» | «История игрушек 4» | Второе место | [ 26 ]        |
| Награды Ассоциации кинокритиков Чикаго               | 14 декабря 2019         | «Лучший анимационный фильм» | «История игрушек 4» | Победа       | [ 27 ] [ 28 ] |
| Награда Общества кинокритиков Бостона                | 15 декабря 2019         | «Лучший анимационный фильм» | «История игрушек 4» | Второе место | [ 26 ]        |
| Награды Ассоциации кинокритиков Сент-Луиса           | 15 декабря 2019         | «Лучший анимационный фильм» | «История игрушек 4» | Победа       | [ 26 ]        |
| Награды Общества кинокритиков залива Сан-Франциско   | 16 декабря 2019         | «Лучшая анимационная картина» | «История игрушек 4» | Номинация    | [ 26 ]        |
| Награды Ассоциации кинокритиков Далласа и Форт-Уэрта | 16 декабря 2019         | «Лучший анимационный фильм» | «История игрушек 4» | Победа       | [ 26 ]        |
| Награды Общества кинокритиков Сиэтла                 | 16 декабря 2019         | «Лучшая анимационная картина» | «История игрушек 4» | Победа       | [ 26 ]        |
| «Спутник»                                            | 19 декабря 2019         | «Лучший анимационный фильм» | «История игрушек 4» | Номинация    | [ 29 ]        |
| «Спутник»                                            | 19 декабря 2019         | «Лучшая песня» | Рэнди Ньюман за «The Ballad of the Lonesome Cowboy»                                                                                          | Номинация    | [ 29 ]        |
| Награды общества кинокритиков Флориды                | 23 декабря 2019         | «Лучший анимационный фильм» | «История игрушек 4» | Номинация    | [ 26 ]        |
| Награды Общества кинокритиков Хьюстона               | 2 января 2020           | «Лучший анимационный фильм» | «История игрушек 4» | Победа       | [ 30 ] [ 31 ] |
| «Золотой глобус»                                     | 5 января 2020           | «Лучший анимационный полнометражный фильм»                                                                                              | «История игрушек 4» | Номинация    | [ 32 ]        |
| Награды Общества онлайн-кинокритиков Лос-Анджелеса   | 6 января 2020           | «Лучший анимационный фильм» | «История игрушек 4» | Победа       | [ 26 ]        |
| Награды Ассоциации кинокритиков Остина               | 7 января 2019           | «Лучший анимационный фильм» | «История игрушек 4» | Победа       | [ 33 ] [ 34 ] |
| Награды Голливудского творческого альянса            | 9 января 2020           | «Лучший анимационный фильм» | «История игрушек 4» | Победа       | [ 35 ] [ 36 ] |
| Награды Голливудского творческого альянса            | 9 января 2020           | «Лучшие визуальные эффекты или анимационное представление»                                                                              | Том Хэнкс | Номинация    | [ 35 ] [ 36 ] |
| Премия Альянса женщин-киножурналистов                | 10 января 2020          | «Лучший анимационный фильм» | «История игрушек 4» | Номинация    | [ 26 ] [ 37 ] |
| Премия Альянса женщин-киножурналистов                | 10 января 2020          | «Лучшая женская анимация» | Энни Поттс | Победа       | [ 26 ] [ 37 ] |
| Награды Ассоциации кинокритиков штата Джорджия       | 10 января 2020          | «Лучший анимационный фильм» | «История игрушек 4» | Победа       | [ 26 ]        |
| «Выбор критиков»                                     | 12 января 2020          | «Лучший анимационный полнометражный фильм»                                                                                              | «История игрушек 4» | Победа       | [ 38 ]        |
| «Эдди»                                               | 17 января 2020          | «Лучший монтажный анимационный полнометражный фильм»                                                                                    | Аксель Геддес | Победа       | [ 39 ] [ 40 ] |
| Премия Гильдии продюсеров США                        | 18 января 2020          | «Лучший анимационный фильм» | Марк Нильсен и Джонас Ривера | Победа       | [ 41 ]        |
| Motion Picture Sound Editors                         | 19 января 2020          | «Выдающиеся достижения в области редактирования звука — звуковые эффекты, фоули, диалог и ADR для анимационного художественного фильма» | Койя Эллиотт, Рен Клайс, Шерил Нарди, Кимберли Патрик, Цяньбайхуэй Ян, Джонатон Стивенс, Том Бреннан, Джеймс Спенсер, Джон Рош и Шелли Роден | Победа       | [ 42 ]        |
| Награды Киногида                                     | 24 января 2020          | «Лучший фильм для семьи» | «История игрушек 4» | Номинация    | [ 43 ]        |
| Премия «Humanitas»                                   | 24 января 2020          | «Семейный художественный фильм» | Джош Кули, Эндрю Стэнтон, Стефани Фолсом, Джоном Лассетером, Валерия Лапойнт, Рашида Джонс, Уилл Маккормак и Мартином Хайнсом                | Номинация    | [ 44 ] [ 45 ] |
| «Энни»                                               | 25 января 2020          | «Лучший анимационный полнометражный фильм»                                                                                              | «История игрушек 4» | Номинация    | [ 46 ]        |
| «Энни»                                               | 25 января 2020          | «Анимационные эффекты в анимационной постановке»                                                                                        | Алексис Ангелидис, Амит Ганапати Баадкар, Грег Гладстон, Кайли Вейсмюллер и Мэтью Кийоши Вонг                                                | Номинация    | [ 46 ]        |
| «Энни»                                               | 25 января 2020          | «Выдающиеся достижения в области монтажа в художественном фильме»                                                                       | Аксель Геддес, Торбин Ксан Баллок и Грег Снайдер                                                                                             | Номинация    | [ 46 ]        |
| «Энни»                                               | 25 января 2020          | «Лучшая музыка в анимационном полнометражном фильме»                                                                                    | Рэнди Ньюман | Номинация    | [ 46 ]        |
| «Энни»                                               | 25 января 2020          | «Лучшая озвучка в анимационном полнометражном фильме»                                                                                   | Тони Хейл | Номинация    | [ 46 ]        |
| «Энни»                                               | 25 января 2020          | «Лучший сценарий в анимационном полнометражном фильме»                                                                                  | Эндрю Стэнтон и Стефани Фолсом | Номинация    | [ 46 ]        |
| Премия Общества киноакустики                         | 25 января 2020          | «Выдающиеся достижения в области микширования звука для анимационного фильма»                                                           | Док Кейн, Натан Нэнс, Майкл Семаник, Дэвид Буш, Винс Каро и Скотт Кёртис                                                                     | Победа       | [ 47 ]        |
| «Грэмми»                                             | 26 января 2020          | «Лучшая песня, написанная для визуальных медиа»                                                                                         | Рэнди Ньюман for «The Ballad of the Lonesome Cowboy»                                                                                         | Номинация    | [ 48 ]        |
| Награды общества специалистов по визуальным эффектам | 29 января 2020          | «Выдающееся окружение в анимационном фильме»                                                                                            | Джош Кули, Марк Нильсен, Боб Мойер и Гэри Бруинс                                                                                             | Номинация    | [ 49 ] [ 50 ] |
| Награды общества специалистов по визуальным эффектам | 29 января 2020          | «Выдающийся анимационный персонаж в анимационном фильме»                                                                                | Рэдфорд Хурн, Таня Крампферт, Джордж Нгуен и Бекки Роча Тауэр за «Бо Пип»                                                                    | Номинация    | [ 49 ] [ 50 ] |
| Награды общества специалистов по визуальным эффектам | 29 января 2020          | «Выдающаяся созданная среда в анимационном фильме»                                                                                      | Хосук Чанг, Эндрю Финли, Элисон Лиф и Филипп Шоботтом за «Антикварный магазин»                                                               | Победа       | [ 49 ] [ 50 ] |
| Награды общества специалистов по визуальным эффектам | 29 января 2020          | «Выдающиеся эффекты симуляции в анимационном фильме»                                                                                    | Алексис Ангелидис, Амит Баадкар, Лион Лью и Майкл Лоренцен                                                                                   | Номинация    | [ 49 ] [ 50 ] |
| Награды общества специалистов по визуальным эффектам | 29 января 2020          | «Выдающаяся виртуальная операторская работа в CG-проекте»                                                                               | Жан-Клод Калаш и Патрик Лин | Номинация    | [ 49 ] [ 50 ] |
| Artios Awards                                        | 30 января 2020          | «Анимация» | Кевин Риер и Натали Лайон | Победа       | [ 51 ]        |
| Премия Гильдии художников-постановщиков США          | 1 февраля 2020          | «Выдающиеся достижения в области дизайна анимационного фильма»                                                                          | Боб Поли | Победа       | [ 52 ]        |
| Премия Британской Академии в области кино            | 2 февраля 2020          | «Лучший анимационный фильм» | Джош Кули и Марк Нильсен | Номинация    | [ 53 ] [ 54 ] |
| Black Reel Awards                                    | 6 февраля 2020          | «Лучшее озвучивание» | Киган-Майкл Кей | Номинация    | [ 55 ]        |
| Black Reel Awards                                    | 6 февраля 2020          | «Лучшее озвучивание» | Джордан Пил | Номинация    | [ 55 ]        |
| Награды Международного общества синефилов            | 7 февраля 2020          | «Лучший анимационный фильм» | «История игрушек 4» | Номинация    | [ 56 ]        |
| «Оскар»                                              | 9 февраля 2020          | «Лучший анимационный полнометражный фильм»                                                                                              | Джош Кули, Марк Нильсен и Джонас Ривера | Победа       | [ 57 ]        |
| «Оскар»                                              | 9 февраля 2020          | «Лучшая песня к фильму» | Рэнди Ньюман за «I Can’t Let You Throw Yourself Away»                                                                                        | Номинация    | [ 57 ]        |
| «Золотая малина»                                     | 16 марта 2020           | «Восстановление репутации» | Киану Ривз | Номинация    | [ 58 ]        |
| Nickelodeon Kids’ Choice Awards                      | 2 мая 2020              | «Любимый анимационный фильм» | «История игрушек 4» | Номинация    | [ 59 ]        |
| Nickelodeon Kids’ Choice Awards                      | 2 мая 2020              | «Любимый мужской голос из анимационного фильма»                                                                                         | Том Хэнкс | Номинация    | [ 59 ]        |
| «Золотой трейлер»                                    | 29 мая 2019             | «Лучший анимационный / семейный фильм»                                                                                                  | «Stories» (MOCEAN) | Победа       | [ 60 ] [ 61 ] |
| «Золотой трейлер»                                    | 29 мая 2019             | «Лучший анимационный / семейный ТВ-ролик (для художественного фильма)»                                                                  | «Carnival» (творческая мастерская) | Номинация    | [ 60 ] [ 61 ] |
| «Золотой трейлер»                                    | 22 июля 2021            | «Лучшая анимация / семейная анимация»                                                                                                   | «Favorite Friends» (соотношение сторон) | Номинация    | [ 62 ]        |

## Комментарии
1. ↑  В его полнометражном режиссёрском дебюте[4].
2. ↑  В паре с фильмом «Король Лев» (2019).
3. ↑  Также за фильм «Джон Уик 3» (2019).